# PGC 169153
LEDA/PGC 169153 ist eine Galaxie im Sternbild Jungfrau auf der Ekliptik. Sie ist schätzungsweise 777 Millionen Lichtjahre von der Milchstraße entfernt. Im selben Himmelsareal befinden sich u.a die Galaxien NGC 4305, NGC 4306, IC 3258, LEDA 169137.